# Клейтон (Нью-Джерсі)
Клейтон (англ. Clayton) — місто (англ. borough) в США, в окрузі Глостер штату Нью-Джерсі. Населення — 8807 осіб (2020).

## Географія
Клейтон розташований за координатами 39°39′50″ пн. ш. 75°4′39″ зх. д. / 39.66389° пн. ш. 75.07750° зх. д. (39.663756, -75.077505).  За даними Бюро перепису населення США в 2010 році місто мало площу 18,99 км², з яких 18,49 км² — суходіл та 0,50 км² — водойми.

## Демографія
Згідно з переписом 2010 року, у селищі мешкало 8179 осіб у 2916 домогосподарствах у складі 2105 родин. Було 3128 помешкань
Расовий склад населення:
| - 74,8 % — білих - 18,0 % — чорних або афроамериканців - 1,8 % — азіатів - 0,4 % — корінних американців - 1,6 % — осіб інших рас |

До двох чи більше рас належало 3,4 %. Частка іспаномовних становила 6,0 % від усіх жителів.
За віковим діапазоном населення розподілялося таким чином: 26,3 % — особи молодші 18 років, 63,5 % — особи у віці 18—64 років, 10,2 % — особи у віці 65 років та старші. Медіана віку мешканця становила 36,2 року. На 100 осіб жіночої статі у селищі припадало 92,9 чоловіків;  на 100 жінок у віці від 18 років та старших — 89,1 чоловіків також старших 18 років.
Середній дохід на одне домашнє господарство  становив 82 383 долари США (медіана — 63 628), а середній дохід на одну сім'ю — 92 491 долар (медіана — 72 934). Медіана доходів становила 72 130 доларів для чоловіків та 46 141 долар для жінок. За межею бідності перебувало 9,1 % осіб, у тому числі 9,7 % дітей у віці до 18 років та 8,4 % осіб у віці 65 років та старших.
Цивільне працевлаштоване населення становило 3481 осіб. Основні галузі зайнятості: освіта, охорона здоров'я та соціальна допомога — 27,7 %, виробництво — 12,2 %, роздрібна торгівля — 10,3 %, фінанси, страхування та нерухомість — 9,6 %.